# Чен, Иоланда Евгеньевна (кинооператор)
Иола́нда Евге́ньевна Чен (кит. упр. 陈幼兰, палл. Чэнь Юлань; 1913—2006) — советский кинооператор. Дочь китайского революционера и дипломата, министра иностранных дел в нескольких китайских правительствах 1920—30-х годов Евгения Чена.

## Биография
Чэнь Юлань родилась 5 (18) октября 1913 года. В 1927 году после так называемой Шанхайской резни вместе со своим отцом, сестрой и братьями бежала из Китая, через Владивосток добравшись до Москвы.
Окончила операторский факультет ГИКа (1935). С 1935 года — ассистент оператора киностудий «Межрабпомфильм». С 1936 года на «Союздетфильм». С 1945 года — оператор киностудии «Мосфильм». Над большинством фильмов работала вместе со своим мужем, оператором А. В. Шеленковым.
Умерла в феврале 2006 года. Похоронена в Москве на Кунцевском кладбище.

## Признание и награды
- Сталинская премия первой степени (1951) — за фильм «Далеко от Москвы» (1950)

## Фильмография
- 1946 — Глинка
- 1947 — Повесть о «Неистовом»
- 1949 — Райнис
- 1950 — Далеко от Москвы
- 1953 — Адмирал Ушаков
- 1953 — Корабли штурмуют бастионы
- 1955 — Ромео и Джульетта
- 1957 — Урок истории
- 1958 — Коммунист
- 1960 — Пять дней, пять ночей
- 1965 — Секрет успеха
- 1967 — Софья Перовская
- 1968 — Война и мир (отдельные сцены)
- 1970 — Песни моря
- 1971 — У нас на заводе
- 1973 — Жили три холостяка
- 1975 — Ярослав Домбровский